# L'Exilé (roman, 1994)
Pour les articles homonymes, voir L'Exilé.
Ne doit pas être confondu avec L'Exilée.
L'Exilé est un roman historique de Juliette Benzoni paru en 1994 aux éditions Julliard. Il compose le quatrième et dernier volet de la tétralogie Les Treize Vents.